# تمرین با کینکت نایک+
تمرین با کینکت نایک+(  Nike+ Kinect Training) یک بازی ویدئویی برای تناسب اندام و ساخته شده جهت کنسول اکس‌باکس ۳۶۰. این بازی با همکاری شرکت ورزشکاران نایک توسعه پیدا کرده است. و در ۳۰ اکتبر  ۲۰۱۲ منتشر شد.
این بازی اجازه می دهد تا کاربر برای رقابت با دیگران  امتیاز و NikeFuel بدست بیاورد که واحد اندازه گیری عملکرد ورزشی در بازی است.
در فوریه ۲۰۱۳، تیم توسعه « تمرین با کینکت نایک+»  نامزد جایزه بفتا شد.